# Narciso Clavería y Palacios

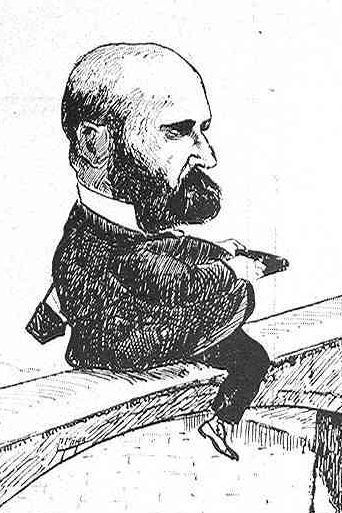
Caricaturizado en la revista La Fotografía (1904)

Narciso Clavería y de Palacios (Madrid, 1869-Madrid, 1935), tercer conde de Manila, fue un arquitecto español activo a finales del siglo xix y principios del xx, vinculado al estilo neomudéjar. También cultivó la fotografía.

## Biografía

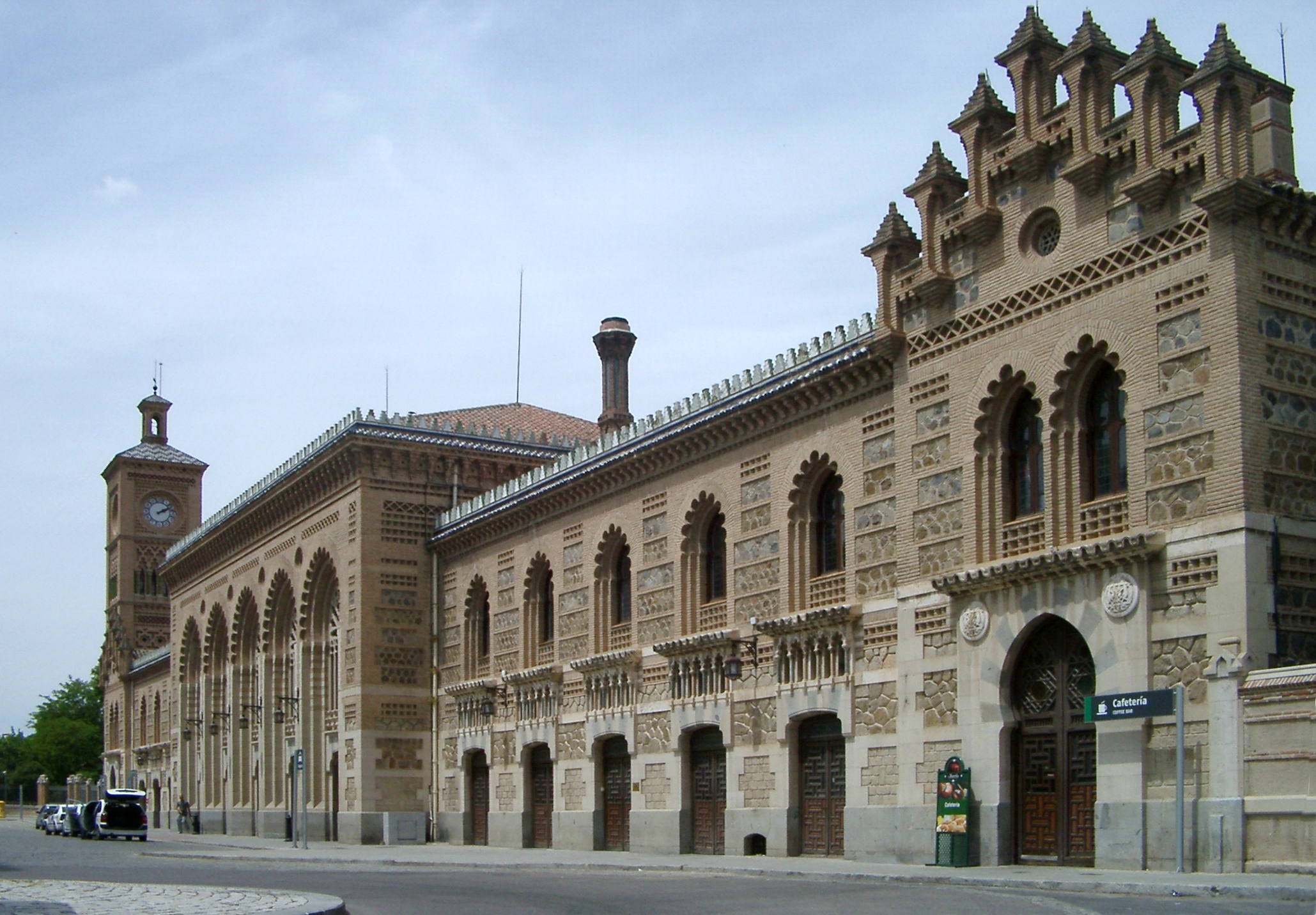
Estación de Toledo (Toledo, 1917)

Nació en Madrid en 1869. Considerado uno de los principales impulsores de estilo neomudéjar, una de sus obras más conocidas es la estación de Toledo, fechada en 1917 y realizada durante su etapa como arquitecto de la Compañía de los Ferrocarriles de Madrid a Zaragoza y Alicante (MZA). También es obra suya la estación de Madrid de Linares, con forma de vagón invertido. 

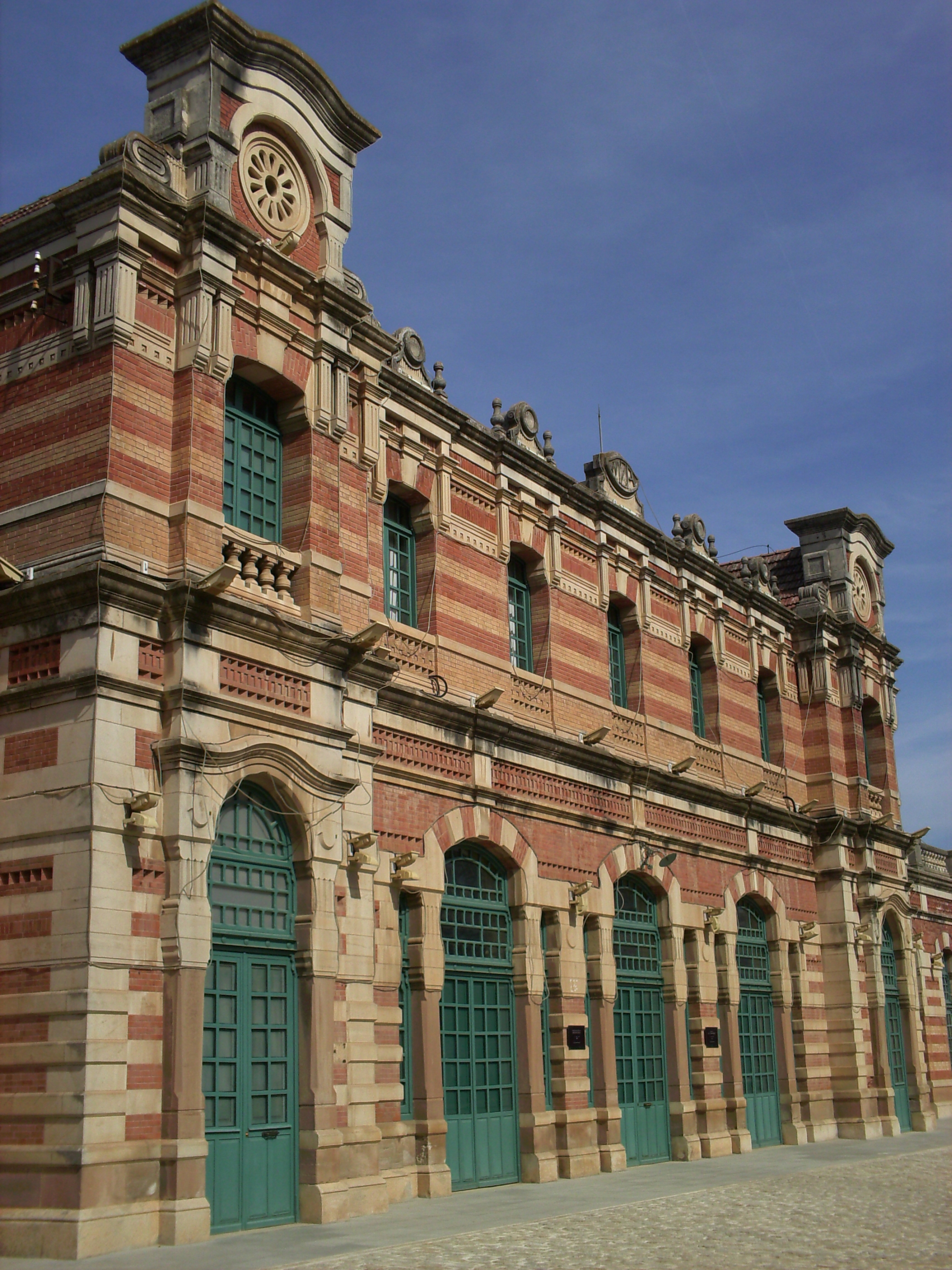
Estación de Madrid (Linares, 1915)

Con la estación de Toledo, Narciso Clavería consiguió unir los dos extremos de la concepción del edificio de viajeros: funcionalidad y estética. Es un edificio neomudéjar, lleno de detalles cromáticos, celosías y baldosas, y con un pabellón central flanqueado por dos alas laterales de menor altura, en uno de los extremos se levanta la torre del reloj, símbolo de la importancia de las estaciones en las ciudades de la época. Siguiendo la tendencia historicista de la época de su construcción, la estación de Toledo une arcos de herradura, frisos y perfecta unión de yeserías y zócalos. 
Falleció en Madrid, el 14 de enero de 1935. 

## Fotógrafo aficionado
También cultivó la fotografía, como aficionado. En color realizó más de 700 placas autocromas entre los años 1909 y 1926. Fue socio de la Real Sociedad Fotográfica de Madrid, donde proyectaba sus transparencias en soporte de vidrio. En imágenes autocromas sus temas preferidos fueron vistas de la ciudad de Toledo, jardines madrileños, bodegones y retratos familiares. En blanco y negro obtuvo miles de placas en sus viajes veraniegos. Por ejemplo en Asturias en 1899, donde recorrió Cudillero, Avilés, Arriondas, Covadonga, Trubia, Mieres, Candás y Gijón.